# Élection présidentielle fidjienne de 2018
L'Élection présidentielle fidjienne de 2018 a lieu au suffrage indirect le 31 août 2018 afin d'élire le président des Fidji.
Le président sortant Jioji Konrote est reconduit pour un mandat de trois ans.

## Contexte
Élu en octobre 2015 sur proposition du Premier ministre Frank Bainimarama, Jioji Konrote est le premier chef de l'État à l'être sous la Constitution de 2013, qui attribue au président des fonctions principalement cérémonielles et symboliques. Il est le premier président fidjien à ne pas être iTaukei, c'est-à-dire autochtone mélanésien. Il est également le premier à ne pas être issu de l'aristocratie et à ne pas avoir un titre de chef coutumier. Il est investi dans ses fonctions le 12 novembre suivant.
Fin août 2018, le Parlement décide procéder à une nouvelle élection, ce que l'opposition parlementaire juge prématurée, le mandat du président ne s'achevant qu'en novembre. Les membres du Parti libéral social-démocrate (Sodelpa) refusent par conséquent de prendre part au vote, et aucun candidat n'est proposé par l'opposition.

## Mode de scrutin
Le président de la République est élu au suffrage indirect uninominal majoritaire à un tour par le Parlement pour un mandat de trois ans reconductible une fois. Le Premier ministre et le chef de l'opposition proposent chacun un candidat aux députés, qui procèdent ensuite au vote, au cours duquel le candidat réunissant le plus de voix l'emporte. En cas d'égalité, un second tour est organisé le lendemain. Si l'égalité persiste après trois tours de scrutin, le candidat proposé par le Premier ministre l'emporte. Si le Premier ministre et le chef de l'opposition s'accordent sur un même candidat, celui ci devient président sans qu'il ne soit procédé à un vote. Tous candidat élu président en étant membre d'un parti politique doit obligatoirement le quitter avant sa prise de fonction

## Résultats
L'opposition boycotte la séance du 31 aout et ne présente ainsi aucune candidature, tandis que le gouvernement présente celle du président sortant. En l'absence d'autre candidats, Jioji Konrote est automatiquement réélu pour un second mandat.